# L.T. Ammitzbøll
Lars Tobias Ammitzbøll (født 27. september 1807 på hovedgården Mørup ved Sorø, død 18. september 1852) var en dansk herredsfoged og politiker.
Ammitzbøll var søn af cand.jur. Ivar Ammitzbøll på Mørup. Han blev student på Roskilde Skole i 1824 og cand.jur. i 1828. Efter nogle forskellige job som embedsmand blev han i 1843 herredsfoged i Hvetbo Herred i Hjørring Amt og fra 1848 i Nørhald, Støvring og Galten Herreder i Randers Amt.
Ammitzbøll var medlem af Folketinget valgt i Randers Amts 2. valgkreds (Randerskredsen) fra 23. september 1851 til 4. august 1852, og i Randers Amts 1. valgkreds (Mariagerkredsen) fra 4. august 1852 til sin død 18. september 1852. Han stillede op til valget til Den Grundlovgivende Rigsforsamling i Hjørring Amts 6. distrikt (Halvrimmen) men tabte til proprietær J.N.F. Hasselbalch. Han blev valgt til Folketinget blev et suppleringsvalg i Randerskredsen som blev afholdt efter skolelærer I.H. Linnemann nedlagde sit mandat i august 1851. Ved folketingsvalget 1852 blev han valgt i Mariagerkredsen, men døde kun lidt over en måned efter valget.
Han fik fortjenstmedaljen i guld for at have udvist stort mod under en stranding ud for Blokhus 16. december 1845, mens han var i herredsfoged Hvetbo Herred. Han blev udnævnt til kancelliråd i 1851.